# Merkur (hop)
Merkur (of Hallertauer Merkur) is een hopvariëteit, gebruikt voor het brouwen van bier.
Deze hopvariëteit is een “dubbeldoelhop”, bij het bierbrouwen gebruikt zowel voor zijn aromatische als zijn bittereigenschappen. Deze Duitse “hoog-alfa”-variëteit werd gekweekt in het Hull Hops Research Institute en is een kruising tussen Hallertauer Magnum en de variant 81/8/13.

## Kenmerken
- Alfazuur: 12 – 16,2%
- Bètazuur: 5 – 7,3%
- Eigenschappen: hoge bitterheid en toetsen van aarde en citrus